# Dionisio Cañas
Dionisio Cañas (Tomelloso, Ciudad Real, 1949) es un poeta y artista español, miembro fundador del colectivo Estrujenbank.

## Biografía
Nacido en La Mancha de padres campesinos, cuando era niño su familia se vio obligada a dejar su pueblo natal, primero para vivir en otras regiones de España (Asturias y Jaén), y luego emigrar al norte de Francia, donde pasó su adolescencia. Pronto aprendió la lengua francesa, aunque no era muy diestro, pero lo que más le interesaba era el arte. Después de hacer sus estudios en un liceo técnico, trabajó en varias fábricas mientras que por la noche estudiaba arte y leía, sobre todo a filósofos. En el verano del año 1969, cuando había dejado su trabajo y estaba dispuesto a vivir como un hippy nómada, conoció al crítico literario José Olivio Jiménez, cubano nacionalizado en los EE. UU. que residía en la ciudad de Nueva York. A partir de entonces su vida cambió por completo. Invitado por aquel a visitar Nueva York, en diciembre del año 1972 se instaló en aquella ciudad. Allí hizo sus estudios, licenciatura y doctorado, mientras trabajaba en una librería. Llegó a ser catedrático de la Universidad de la Ciudad de Nueva York.[cita requerida]

### Poesía,performancesy videoarte
En el año 1986 conoció a los artistas españoles Patricia Gadea y Juan Ugalde y con ellos creó el grupo Estrujenbank. Por aquellos años cuando su obra poética cambió de tono: El fin de las razas felices (1987), El gran criminal (1997), Corazón de perro (2002), Videopoemas (2002-2006) (2007), La balada del hombremujer (2008), Y empezó a no hablar (2008), Lugar. Antología y nuevos poemas (Selección, prólogo y epílogo de Manuel Juliá) (2014), Los libros suicidas. Horizonte árabe (2015), La noche de Europa (2018), El mundo era un hermoso espejismo (Prólogo y selección de Héctor Hernández Montecinos), 2023. Paralelamente, empezó también a crear performances con sus propios poemas y experimentar con la videopoesía. En el año 2005 se prejubiló y volvió  a su pueblo natal donde reside hasta la fecha. 
En 2010 comenzó a estudiar la lengua árabe y a viajar por los países musulmanes, especialmente a Egipto. En caso de incendio (2005), recogía los tres libros antes mencionados en un solo volumen. Pero sería con la publicación de sus Videopoemas 2002-2006 (2007), con lo que se adelantaría a todo un movimiento, el de la videopoesía, que por aquellos años era totalmente nuevo en España. No obstante, publicó otro libro siguiendo la línea iniciada en los años 80 en Nueva York: Y empezó a no hablar (2008). Posteriormente se publicaría Lugar.  Antología y nuevos poemas, edición de Manuel Juliá (2010, traducido al árabe, El Cairo, 2014). De sus viajes a los países musulmanes surgiría su nuevo libro de poemas Los libros suicidas (Horizonte árabe) (2015), en el cual se incluyen notas sobre el proceso de creación de este libro y sobre sus viajes a los países islámicos.
Desde 1987 ha creado performances de poesía, actuaciones e instalaciones en The Gas Station, Nueva York , el Círculo de Bellas Artes de Madrid, Hallwalls Contemporary Arts Center (Buffalo) , “Siete días de poesía en la ciudad” (Barcelona, en colaboración con Carlos Pazos), Instituto Cervantes (Nueva York, Rabat y Casablanca), “Iberian Tribes”, Tribes Gallery (Nueva York), Festival Internacional de Poesía de Barcelona, con Patti Smith, John Giorno y Amiri Baraka (Le Roy Jones), TNT (Theatre National de Toulouse, Francia). Con la artista catalana Montserrat Soto, una instalación de vídeo en el Centro de Arte Contemporáneo de Santa Mónica, Barcelona (2007), y taller de poesía participativa “El gran poema de nadie” (2002/2016). Desde hace una década colabora con el artista Francis Naranjo y el compositor José Manuel López López en varios proyectos artísticos y musicales.
Dentro del marco de sus actividades artísticas están los tres proyectos de poesía, arte colaborativos y activismo social en los cuales sigue trabajando actualmente: “El Gran Poema de Nadie” (iniciado en el 2002), “Acción Rural” (iniciados en el 2015) y “Acción Refugiados” (este en colaboración con Carla Fibla e iniciado en enero del año 2016). En la actualidad, parte de su archivo se encuentra en el Museo Nacional Centro de Arte Reina Sofía

### Ensayo y obras en prosa
También ha publicado varios libros de ensayos: Poesía y percepción (1984), El poeta y la ciudad: Nueva York y los escritores hispanos (1994), Memorias de un mirón. Voyeurismo y sociedad (2002) y, en colaboración con Carlos González Tardón, ¿Puede un computador escribir un poema de amor? Tecnorromanticismo y poesía electrónica (2010, traducido al árabe, El Cairo, 2014). Y además, sobre temas manchegos, publicó en 1992 Tomelloso en la frontera del miedo (Historia de un pueblo rural: 1931-1951), y en el año 2011 El espíritu de La Mancha, "Un viaje hacia El País Invisible: sufismo, erotismo y la búsqueda del Yo" (2018), La Mancha en el corazón (2020), Fragmentos de Nueva York,  edición bilingüe español inglés, traducción de Orlando Hernández (2022).

### Traducciones
Su obra ha sido traducida parcialmente al árabe, al inglés, al francés, al italiano y al polaco.

### Antologías
Fue seleccionado en la antología Correspondencias. Una antología de poesía contemporánea LGTB española (Egales, 2017).
De tu tierra. Antología de la poesía manchega entre dos siglos. Editores: Rafael Morales Barba y Ricardo Virtanen. Pre-Textos, 2015.
Poesía
- El mundo era un hermoso espejismo (Prólogo y selección de Héctor Hernández Montecinos), Santiago de Chile, Barcelona, RIL editores, 2022.
- La noche de Europa, Madrid, Amargord, 2017.
- Los libros suicidas (Horizonte árabe), Madrid, Hiperión, 2015.
- Lugar. Antología y nuevos poemas (Selección, prólogo y epílogo de Manuel Juliá), Madrid, Hiperión, 2010.
- Y empezó a no hablar, Ciudad Real, Almud, 2008.
- La balada del hombremujer, Madrid, Desatada, 2008.
- Videopoemas (2002-2006), Ciudad Real, Junta de Comunidades de Castilla-La Mancha, 2007.
- En caso de incendio, Ciudad Real, Colección de autores manchegos, 2005.
- Corazón de perro, Madrid, Ave del Paraíso, 2002.
- El gran criminal, Madrid, Ave del Paraíso, 1997.
- En lugar del amor, Ciudad Real, Biblioteca de Autores Manchegos, 1990.
- El fin de las razas felices, Madrid, Hiperión, 1987.
- Los secuestrados días del amor, México, D.F., Editorial Oasis, 1983.
- La caverna de Lot, Madrid, Hiperión, 1981.
- Lugar, río Hudson, Tenerife, Poética, 1981.
- El ave sorda y otros poemas, México, D.F., Universidad Nacional Autónoma de México, 1980.
- El olor cálido y acre de la orina, Barcelona, Vosgos, 1977.

Ensayo
- Fragmentos de Nueva York, edición bilingüe español inglés, traducción de Orlando Hernández, Tomelloso, Imprenta Osuna, 2022.
- La Mancha en el corazón, Ciudad Real, Almud, ediciones de Castilla-La Mancha, 2020.
- Un viaje hacia El País Invisible: sufismo, erotismo y la búsqueda del Yo, Barcelona, Editorial Escola de Vida, 2018.
- El espíritu de la Mancha: Pan, vino y aceite, Ciudad Real, Diputación de Ciudad Real, 2011.
- ¿Puede un computador escribir un poema de amor? Tecnorromanticismo y poesía electrónica (con Carlos González Tardón, colabora Pablo Gervás), Madrid, Devenir ensayo, 2010.
- Tot Estrujenbank (con Estrujenbank), Madrid, El Garaje Ediciones, 2008.
- Memorias de un mirón (Voyeurismo y sociedad), Barcelona, Plaza y Janés, 2002.
- El poeta y la ciudad (Nueva York y los escritores hispanos), Madrid, Cátedra, 1994.
- Tomelloso en la frontera del miedo (Historia de un pueblo rural: 1931-1951), Ciudad Real, Biblioteca de Autores Manchegos, 1992.
- Los tigres se perfuman con dinamita (con Estrujenbank), Madrid, Gramma, 1992. Reedición: Granada-Barcelona, Ediciones originales, 2003.
- Poesía y percepción (Francisco Brines, Claudio Rodríguez, José Ángel Valente), Madrid, Editorial Hiperión, 1984.

Filmografía
El gran criminal [Vídeo]. Dirigido por Txuspo Poyo. Barcelona: Hamaca, 1999.
Humano Caracol (2). El viaje de Dionisio [Vídeo]. Dirigido por Ixiar Rozas. Barcelona: Hamaca, 2007.
Las palabras también tienen ojos. Posibilidades de la poesía: Dionisio Cañas, documental de Clara López Cantos, 2019.